# متحف شهوان
متحف شهوان هو متحف ثقافي في مدينة خانيونس في غزة، أسسه مروان شهوان قبل 35 عاماً في أحد طوابق بيته تحت الأرض. بدأ مروان في جمع القطع الأثرية من مختلف مناطق قطاع غزة، واستطاع جمع عشرة آلاف قطعة أثرية تمثل عصور مختلفة كالرومانية، البيزنطية، الإسلامية، الفرعونية، والعثمانية. يعرض المتحف مجموعة متنوعة من الآثار من الأسلحة القديمة، الآلات الميكانيكية، والحُليّ، أدوات منزلية قديمة، وملابس فلسطينية تقليدية قبل عام 1948 والتي تعود لفترات متعددة من تاريخ المنطقة مثل العصرالأموي والعباسي. ومن أبرز القطع التي يفتخر بها شهوان هي النسخ القديمة من القرآن الكريم التي يحتفظ بها في المتحف.
تعرض المتحف إلى التدمير أثناء القصف التي تعرضت له مدينة خانيونس في الحرب الفلسطينية الاسرائيلية 2023.

## تاريخه
يعود تاريخ المتحف إلى عائلة شهوان التي كانت تعمل في التجارة لسنوات طويلة، حيث يعرض قطعًا أثرية فلسطينية نادرة تعود للمدن التي هُجّر منها الفلسطينيون عام 1948. بدأ مروان جمع هذه القطع منذ صغره بهدف الحفاظ على التاريخ الفلسطيني من الضياع، وقال إن فكرة المتحف نشأت عندما كان الجنرال الإسرائيلي موشى ديان يشتري الآثار الفلسطينية في الثمانينات ليزعم أنها ملك للإسرائيليين. يعكس المتحف إرثًا ثقافيًا يشمل كافة جوانب الحياة الفلسطينية، ويتيح للزوار فرصة التعرف على التاريخ العميق للشعب الفلسطيني عبر العصور.
من خلال هذا المتحف كان يسعى شهوان إلى الحفاظ على الذاكرة الجماعية للأجيال القادمة، ليظل التاريخ الفلسطيني حيًا في ذاكرة الأجيال الجديدة. 